# (5528) 1992 AJ
(5528) 1992 AJ (1992 AJ, 1957 BC, 1977 QB4, 1983 OE, 1990 SC18) — астероїд головного поясу, відкритий 2 січня 1992 року.
Тіссеранів параметр щодо Юпітера — 3,116.